# مارك كينغستون
مارك كينغستون (بالإنجليزية: Mark Kingston)‏ هو ممثل بريطاني، ولد في 18 أبريل 1934 في المملكة المتحدة، وتوفي بنفس المكان في 9 أكتوبر 2011.

## أعمال

### أفلام
- (1973)  الأيام العشر الأخيرة

## وصلات خارجية
- مارك كينغستون على موقع IMDb (الإنجليزية)
- مارك كينغستون على موقع ديسكوغز (الإنجليزية)
- مارك كينغستون على موقع قاعدة بيانات الفيلم (الإنجليزية)